# 丸山晴美
丸山 晴美（まるやま はるみ、1974年3月17日 - ）は、節約アドバイザー・ファイナンシャルプランナー。所持資格はFP技能士、秘書検定、調理師、消費生活アドバイザーなど。

## 略歴
新潟県長岡市出身。新潟県立長岡向陵高等学校を経て神田外語学院卒業後（後に放送大学卒業）、旅行会社・中華料理店のアルバイトなど職を転々としていたが、22歳の時に、住宅ショールームで見た住宅への憧れから節約を開始。26歳で500万円以上を貯めマンションを購入した。マネー誌でその節約術が話題となり、2001年よりフリーの節約アドバイザーとして独立した。

## 主な著作
- 節約の作法 年100万円必ず貯める55の知恵 ソフトバンク新書 2010
- 丸山晴美の節約生活ドリル　講談社　2007
- 「夢をかなえる」小さな節約術　講談社　2005
- 丸山晴美の家にいながらお金をもうける本　主婦と生活社　2005
- 28歳からの節約幸福論　講談社　2004
- 丸山晴美の「その買い物ちょっと待った!」　NHK出版　2003
- 横田濱夫と丸山晴美の明るい節約生活入門　経済界　2003　※横田濱夫との共著
- お金の貯まる女になる!　グラフ社　2003
- 女性のための賢いお金運用法　有楽出版　2002
- 丸山晴美のキッチンからの節約生活　婦人生活社　2002
- 丸山晴美のらくらく節約生活　婦人生活社　2001
- ゼロからの節約生活　雷韻出版　2000